# The Beast on the Road
The Beast on The Road är det brittiska heavy metalbandet Iron Maidens turné i samband med albumet The Number of the Beast 1982. 
Turnén pågick mellan februari och december 1982 med totalt 188 konserter. Det är Iron Maidens näst längsta turné någonsin, bara World Slavery Tour 1984–1985 var längre.
Efter Europaturnén agerade Iron Maiden förband åt Scorpions, Rainbows och 38 Specials i USA. Efter detta återvände de till England för att spela som huvudband på Readingfestivalen. Därefter återvände de till USA för att agera förband åt Judas Priest. Iron Maiden fortsatte sedan till Australien och Japan, där turnén avslutades.
Turnén kom aldrig till Sverige eller Skandinavien, vilket gör den till en av mycket få Iron Maiden-turnéer som utelämnat Sverige, och den första och hittills enda av Iron Maidens albumturnéer som utelämnat Sverige. Från början var Sverige med i turnéplanen, och ett tidigt pressmeddelande av EMI meddelar att Iron Maiden ska avsluta turnén i Skandinavien. Även t-shirten som har turnéplanen på ryggen meddelar att bandet ska besöka Sverige, Danmark och Finland. Det har inte gjort någon officiell förklaring till varför konserterna i Skandinavien uteblev, men en möjlig förklaring är att Iron Maiden valde att prioritera den viktiga marknaden i USA medan de hade ett framgångsrikt album.
Den första stora Eddie-jätten, som sedermera blivit signifikativt för Iron Maidens scenshow, skapades för denna turnén och var två och en halv meter hög.

## Beast over Hammersmith
Konserten på Hammersmith i London den 20 mars spelades in, men släpptes inte officiellt förrän 2002 i cd-boxen Eddie's Archive och på dvd:n The Early Days 2004. Konserten var tänkt att släppas på VHS 1982 men ratades på grund av undermålig kvalitet.

## Nicko McBrain hoppar in
Då Clive Burr blivit sjuk inför en inspelning för belgisk TV fick Nicko McBrain hoppa in, iförd en Eddiemask. Detta tv-inslag gjordes playback. McBrain spelade i franska Trust som var förband åt Iron Maiden, och som tidigare varit förband under flera konserter på Killer World Tour. McBrain skulle komma att ersätta Burr till nästan Iron Maiden-album, Piece of Mind. Han uppträdde även i Iron Maidens scenshow en kväll som djävul under låten The Number of the Beast.
Clive Burr gjorde sin sista konsert med Iron Maiden i Niigata, Japan, på turnéavslutningen för Beast on the Road.

## Låtlista
1. Murders In The Rue Morgue (Killers, 1981)
2. Wratchild (Killers, 1981)
3. Run to the Hills (The Number of the Beast, 1982)
4. Children Of The Damned (The Number of the Beast, 1982)
5. The Number Of The Beast (The Number of the Beast, 1982)
6. Another Life (Killers, 1981)
7. Killers (Killers, 1981)
8. 22 Acacia Avenue (The Number of the Beast, 1982)
9. Total Eclipse (The Number of the Beast, 1982)
10. Trumsolo (Clive Burr)
11. Transylvania (Iron Maiden, 1980)
12. Gitarrsolo (Dave Murray)
13. The Prisoner (The Number of the Beast, 1982)
14. Hallowed Be Thy Name (The Number of the Beast, 1982)
15. Phantom Of The Opera (Iron Maiden, 1980)
16. Iron Maiden (Iron Maiden, 1980)
17. Sanctuary (Sanctuary / Iron Maiden, 1980)
18. Drifter (Killers, 1981)
19. Running Free (Iron Maiden, 1980)
20. Prowler (Iron Maiden, 1980)

### Variationer
- Genghis Khan (Killers, 1981)  - Spelades endast 11 mars 1982.
- Smoke on the Water (Deep Purple-cover)
- Tush (ZZ Top-cover) Tillsammans med Blackfoot på Reading Festival
- I've Got the Fire (Montrose-cover)

I november 2019 uppgav Steve Harris i en intervju i Eddie Trunk Podcast att Invaders spelats live, men det finns inte dokumenterat.

## Nya länder
- Spanien
- Australien

## Medlemmar
- Bruce Dickinson - sång
- Steve Harris - bas
- Dave Murray - gitarr
- Adrian Smith - gitarr
- Clive Burr - trummor